# Crazy Castle
Seria logicznych gier platformowych stworzonych przez firmę Kemco na różne platformy. W serii występują postaci z różnych uniwersów takich jak: Królik Bugs, Myszka Miki, Hugo.

## Lista gier serii
| Japonia                                                                             | Japonia                                                                             | Ameryka Północna                   | Europa                           | Europa                           | System                  | Rok wydania |
| ----------------------------------------------------------------------------------- | ----------------------------------------------------------------------------------- | ---------------------------------- | -------------------------------- | -------------------------------- | ----------------------- | ----------- |
| ロジャーラビット (Roger Rabbit)                                                     | ロジャーラビット (Roger Rabbit)                                                     | The Bugs Bunny Crazy Castle        |                                  |                                  | FDS, NES                | 1989        |
| ミッキーマウス (Mickey Mouse)                                                       | バックス・バニーコレクション (Bugs Bunny Collection)                                | The Bugs Bunny Crazy Castle        | The Bugs Bunny Crazy Castle      | The Bugs Bunny Crazy Castle      | Game Boy                | 1989, 1990  |
| ミッキーマウスII (Mickey Mouse II)                                                  | バックス・バニーコレクション (Bugs Bunny Collection)                                | The Bugs Bunny Crazy Castle 2      | Hugo                             | Mickey Mouse                     | Game Boy                | 1991-1993   |
| ミッキーマウスIII 夢ふうせん (Mickey Mouse III: Balloon Dreams)                     | ミッキーマウスIII 夢ふうせん (Mickey Mouse III: Balloon Dreams)                     | Kid Klown in Night Mayor World     |                                  |                                  | NES                     | 1992, 1993  |
| ミッキーマウスIV 魔法のラビリン (Mickey Mouse IV: The Magical Labyrinth)            | ミッキーマウスIV 魔法のラビリン (Mickey Mouse IV: The Magical Labyrinth)            | The Real Ghostbusters              | Garfield Labyrinth               | Garfield Labyrinth               | Game Boy                | 1992, 1993  |
| ミッキーマウスV 魔法のステッキ (Mickey Mouse V: The Magical Stick)                  | ミッキーマウスV 魔法のステッキ (Mickey Mouse V: The Magical Stick)                  | Mickey Mouse: Magic Wands!         | Mickey Mouse V: Zauberstaebe!    | Mickey Mouse V: Zauberstaebe!    | Game Boy                | 1993, 1998  |
| バックス・バニー クレイジーキャッスル3 (Bugs Bunny: Crazy Castle 3)                 | それゆけ！！ キッド Go! Go! Kid! (Let's Go!! Kid: Go! Go! Kid)                      | Bugs Bunny: Crazy Castle 3         | Bugs Bunny: Crazy Castle 3       | Bugs Bunny: Crazy Castle 3       | Game Boy/Game Boy Color | 1997, 1999  |
| バックス・バニー クレイジーキャッスル4 (Bugs Bunny: Crazy Castle 4)                 | バックス・バニー クレイジーキャッスル4 (Bugs Bunny: Crazy Castle 4)                 | Bugs Bunny in Crazy Castle 4       | Bugs Bunny in Crazy Castle 4     | Bugs Bunny in Crazy Castle 4     | Game Boy Color          | 2000        |
| ウッディー・ウッドペッカー クレイジーキャッスル5 (Woody Woodpecker: Crazy Castle 5) | ウッディー・ウッドペッカー クレイジーキャッスル5 (Woody Woodpecker: Crazy Castle 5) | Woody Woodpecker in Crazy Castle 5 | Woody Woodpecker: Crazy Castle 5 | Woody Woodpecker: Crazy Castle 5 | Game Boy Advance        | 2002, 2003  |